# Grand Army Plaza
O Grand Army Plaza fica entre a 58th Street e a 60th Street, a oeste da Quinta Avenida e a leste da East Drive. É dividido pelo Central Park Sul. A praça é delimitada ao norte pela Scholars Gate, uma vez que é uma das duas principais entradas para os vagões de carruagem do Central Park; a oeste pelo famoso Plaza Hotel; ao sul pela loja de departamentos Bergdorf Goodman, anteriormente o local da Casa de Cornelius Vanderbilt II, que outrora foi uma das maiores mansões da Era Dourada dos Estados Unidos.
A peça central da metade norte da praça (esculpida no canto sudeste do Central Park), é a estátua equestre de William Tecumseh Sherman esculpida por Augustus Saint-Gaudens, enquanto a característica principal da metade sul da praça é a Fonte Pulitzer, que conta com uma estátua de bronze da deusa romana Pomona esculpida por Karl Bitter.
A ideia para um tratamento unificado da praça foi proposta pela primeira vez por Bitter em 1898. O layout atual foi projetado pela empresa de arquitetura Beaux-Arts Carrère e Hastings e concluída em 1916. O Conselho de Vereadores da Cidade de Nova York o nomeou Grand Army Plaza em 1923. em homenagem ao Exército do Potomac.

## Design de 1913

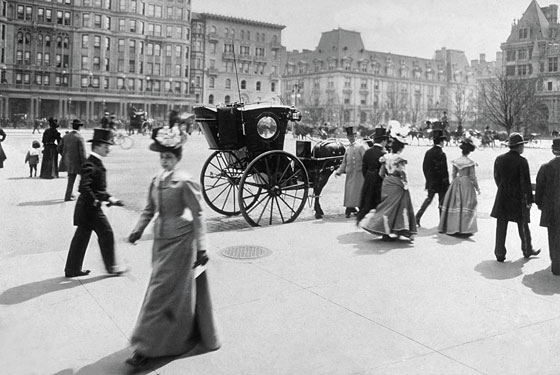
Região do Grand Army Plaza com a Quinta Avenida em 1898.

O editor de jornais Joseph Pulitzer morreu em 1911, tendo deixado US$ 50.000 para a criação de uma fonte memorial que deveria ser como a fonte Place de la Concorde, que fica em Paris, França. Em dezembro de 1912, os executores da propriedade de Pulitzer anunciaram que a cidade de Nova York havia aprovado a localização proposta da fonte, na praça entre a 58th Street e a 60th Street, a oeste da Quinta Avenida, a mesma praça onde ficava o monumento equestre de Sherman.
Os executores convidaram cinco empresas de arquitetura a participar de uma competição para determinar o projeto da fonte e fornecer projetos para um "bom tratamento arquitetônico de toda a praça". Em janeiro de 1913, cinco projetos foram exibidos na Biblioteca Pública de Nova York, incluindo o vencedor, que foi elaborado por Carrère e Hastings. O desenho do arquiteto Thomas Hasting colocou a fonte na metade sul da praça, enquanto o Monumento Sherman permaneceu na metade norte (mas mudou-se a quatro metros para o oeste para ficar simetricamente oposto à fonte). A construção da nova praça começou em 1915, e em novembro um jornal noticiou: "A fonte Pulitzer ... está agora acabada e borbulhando com a mais pura água de Croton", observando que o trabalho na parte norte da praça foi atrasado pela construção do metrô.

## Preservação e restauração

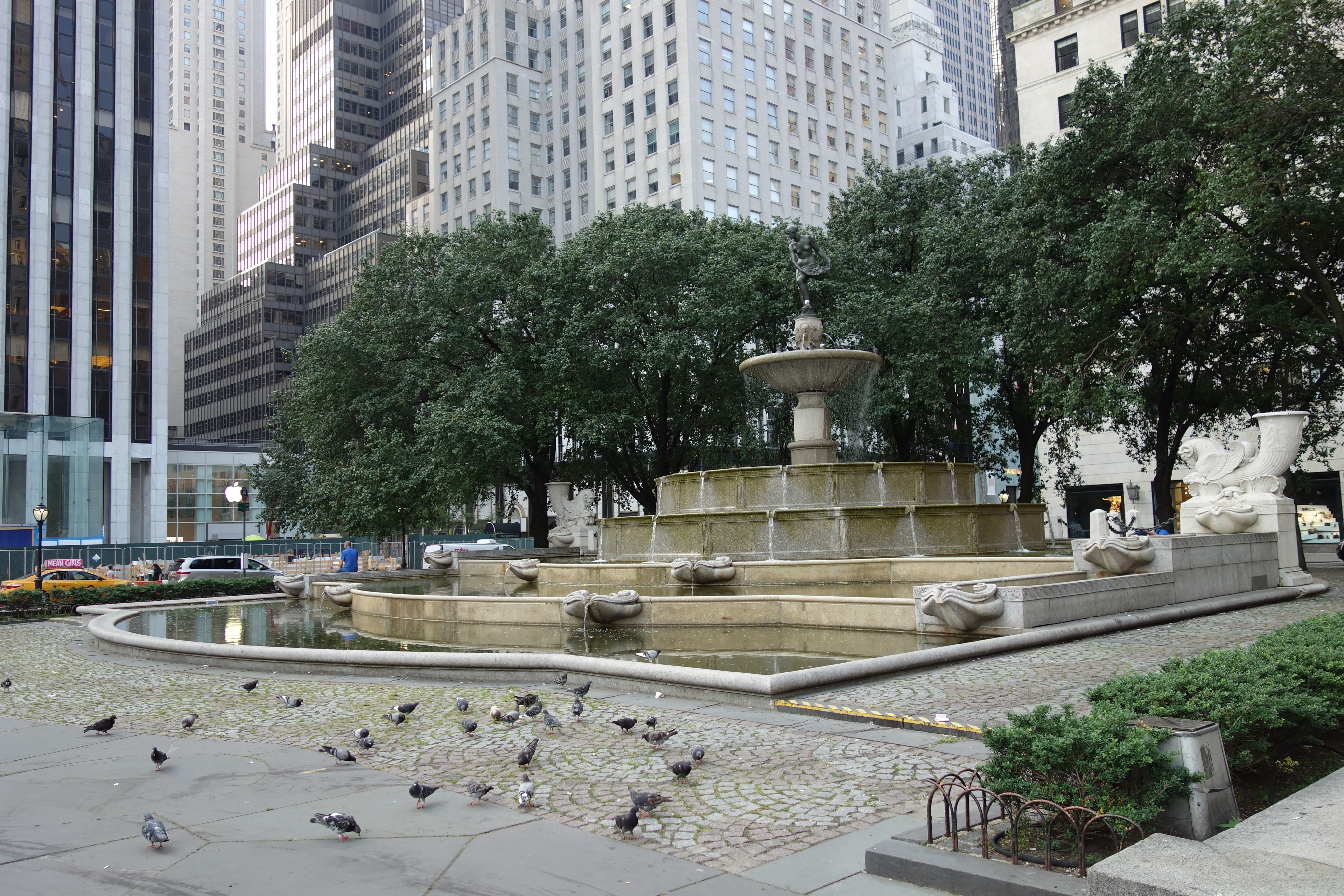
Vista da fonte Pulitzer no Grand Army Plaza.

### Restauração de 1933-1935
Em 1933, Herbert, Joseph e Ralph, filhos de Joseph Pulitzer, doaram U $ 35.000 para a restauração da Fonte Pulitzer, a ser feita sob a supervisão do arquiteto Dan Everett Waid. A obra, adiada por problemas trabalhistas, foi concluída em junho de 1935. Como parte do trabalho, a bacia de calcário foi reconstruída em mármore italiano, e a balaustrada de calcário da praça, as colunas que circundavam a fonte foram demolidas.

### Restauração 1985-1990
Em 26 de março de 1985, a Central Park Conservancy e a firma de arquitetura Buttrick White & Burtis apresentaram planos à Comissão de Preservação de Marcos para uma completa restauração da praça, incluindo a Fonte Pulitzer. Os planos exigiam a restauração da balaustrada e das colunas removidas nos reparos de 1935. O trabalho foi concluído em junho de 1990, incluindo uma reconstrução da fonte, desta vez em granito. Planos para restaurar a balaustrada e colunas foram abandonados por conta de custos. De acordo com o The New York Times: "Durante anos, essa fonte apenas pingava e pingava, mas agora cascata, e isso faz toda a diferença, pois agora a Fonte Pulitzer tem um som". O trabalho de restauração incluiu um re-douramento do Monumento Sherman.

### Restauração 2013
A praça foi renovada novamente em 2013, incluindo um re-douramento da estátua de William Tecumseh Sherman.

## Galeria de imagens

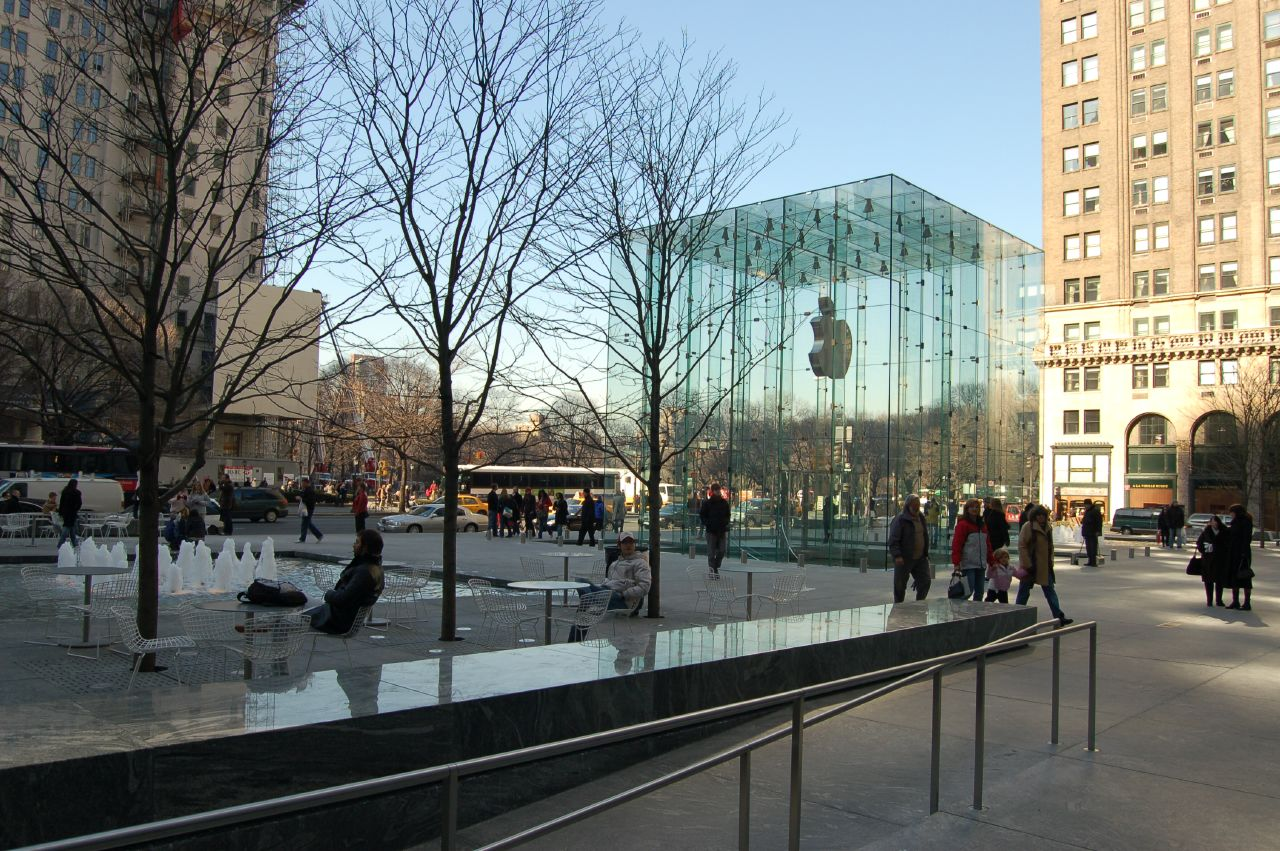
A loja da Apple que fica na Quinta Avenida
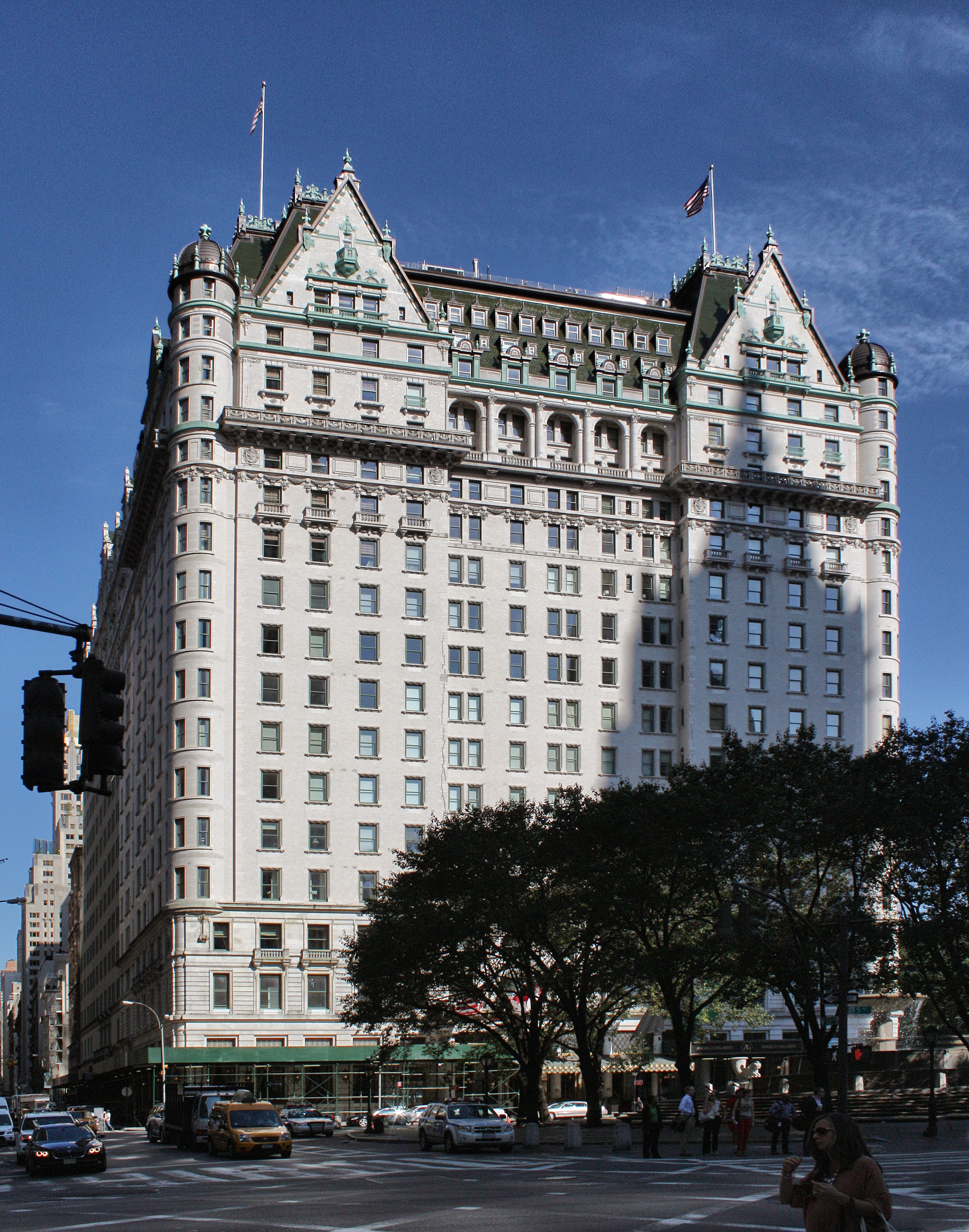
O Plaza Hotel fica localizado no Grand Army Plaza
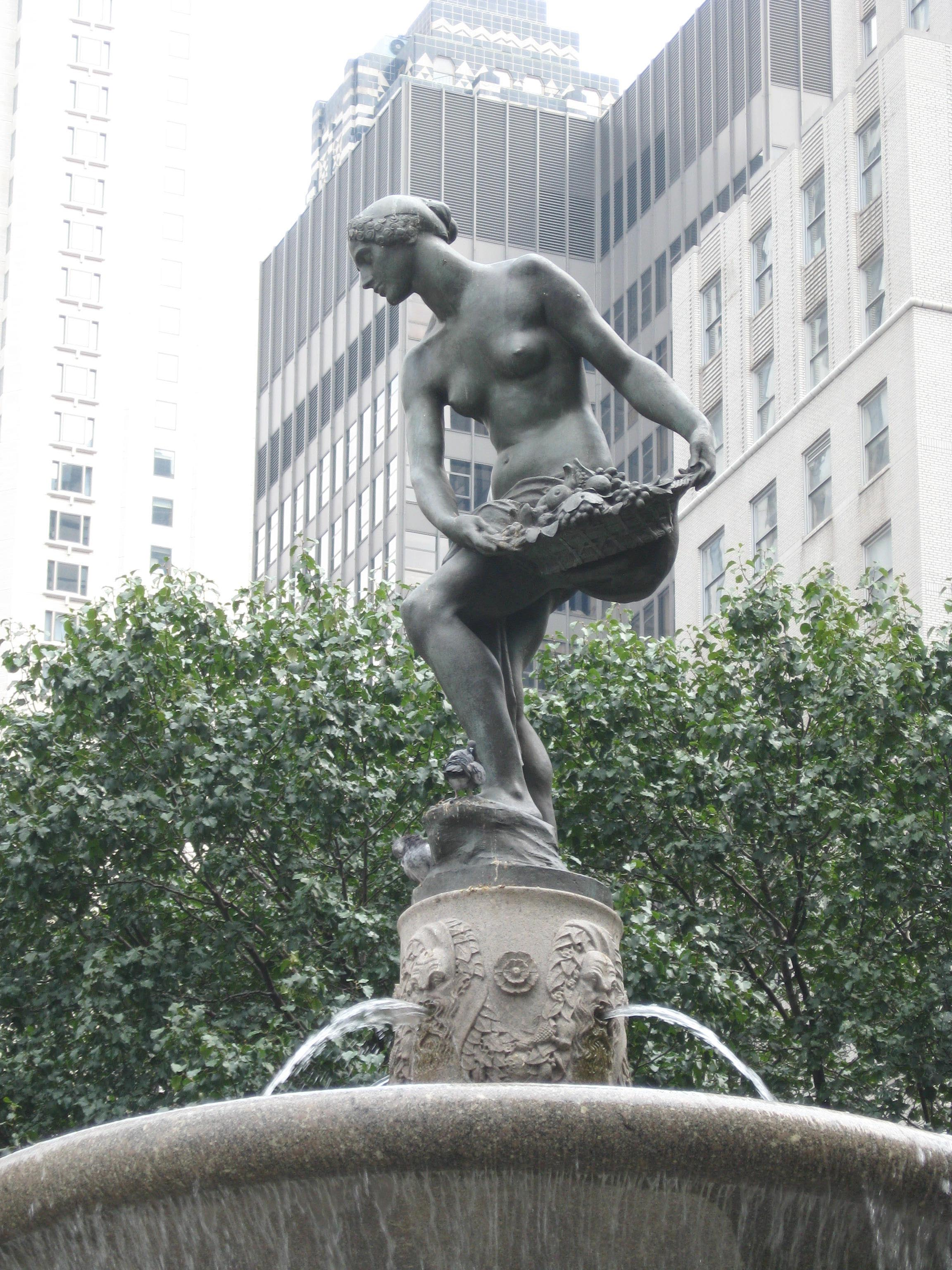
A escultura de Pomona que fica na fonte Pulitzer
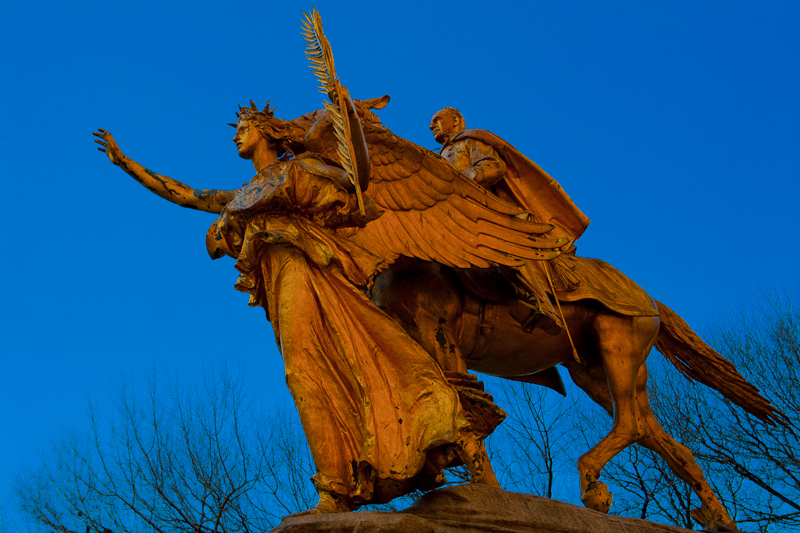
O monumento de William Tecumseh Sherman
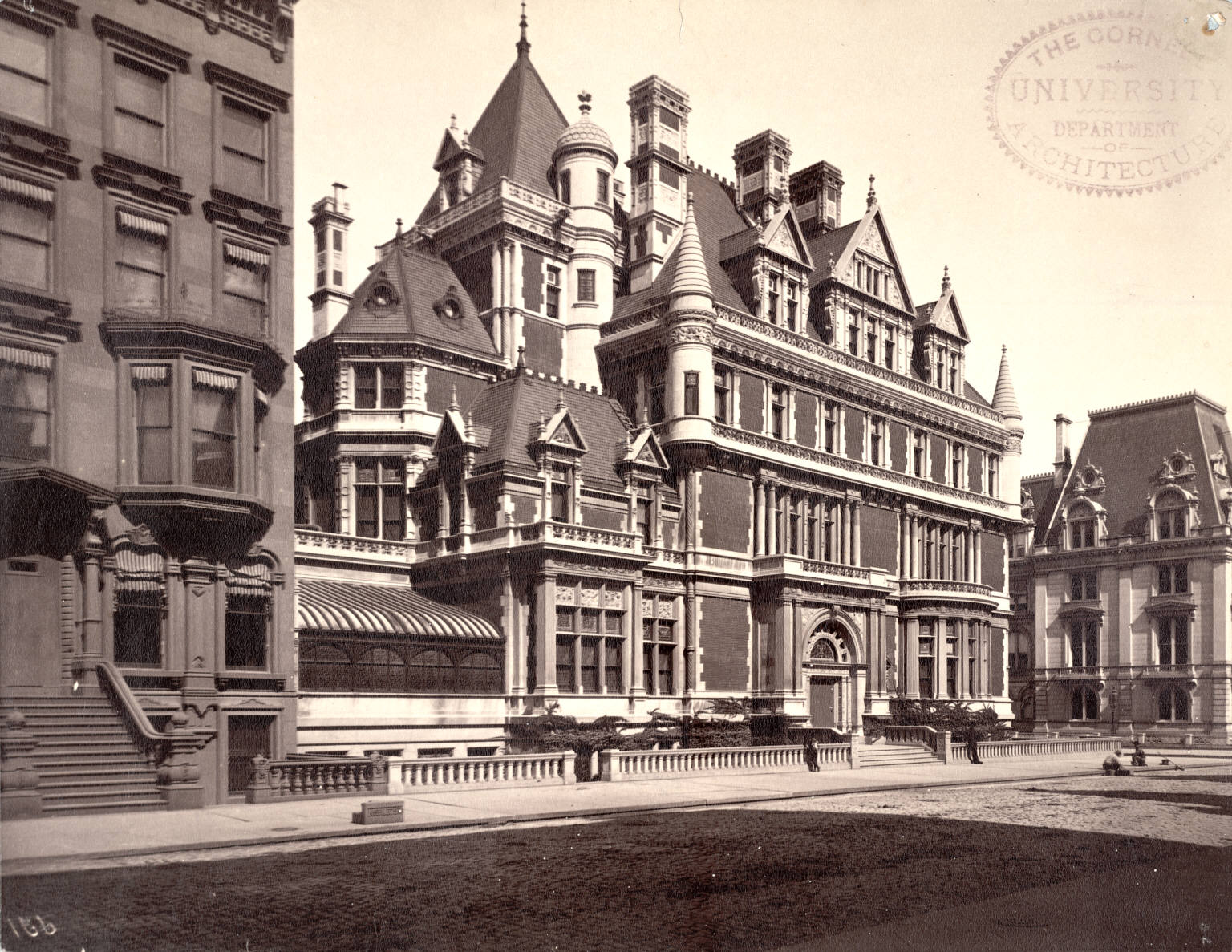
A antiga mansão de Cornelius Vanderbilt II